# Giấy chứng nhận quyền sử dụng đất
Tại Việt Nam, Giấy chứng nhận quyền sử dụng đất (GCNQSDĐ), thường được ngôn ngữ bình dân gọi là sổ đỏ, sổ hồng hoặc giấy đỏ. Khái niệm về GCNQSDĐ có sự thay đổi theo thời gian cụ thể năm 2003 theo Luật đất đai năm 2003  quy định: “Giấy chứng nhận quyền sử dụng đất là giấy chứng nhận do cơ quan nhà nước có thẩm quyền cấp cho người sử dụng đất để bảo hộ quyền và lợi ích hợp pháp của người sử dụng đất". Đến năm 2013, Khái niệm này có bổ sung thêm theo Khoản 16, Điều 3 Luật Đất đai 2013 quy định “ Giấy chứng nhận quyền sử dụng đất, quyền sở hữu nhà ở và tài sản gắn liền với đất đai là chứng thư pháp lý để Nhà nước xác nhận quyền sử dụng đất, quyền sở hữu nhà ở, tài sản khác gắn liền với đất hợp pháp của người có quyền sử dụng đất, quyền sở hữu nhà ở và quyền sở hữu tài sản khác gắn liền với đất”.

## Điều kiện cấp GCNQSDĐ
1. Luật đất đai 2003 (có hiệu lực từ 1/1/2004) quy định về việc cấp giấy chứng nhận quyền sử dụng đất như sau: Nhà nước cấp giấy chứng nhận quyền sử dụng đất cho những trường hợp sau đây:

- Người được Nhà nước giao đất, cho thuê đất, trừ trường hợp thuê đất nông nghiệp sử dụng vào mục đích công ích của xã, phường, thị trấn
- Người được Nhà nước giao đất, cho thuê đất từ ngày 15 tháng 10 năm 1993 đến trước ngày Luật này có hiệu lực thi hành mà chưa được cấp giấy chứng nhận quyền sử dụng đất
- Người đang sử dụng đất theo quy định tại Điều 50 và Điều 51 của Luật này mà chưa được cấp giấy chứng nhận quyền sử dụng đất
- Người được chuyển đổi, nhận chuyển nhượng, được thừa kế, nhận tặng cho quyền sử dụng đất; người nhận quyền sử dụng đất khi xử lý hợp đồng thế chấp, bảo lãnh bằng quyền sử dụng đất để thu hồi nợ; tổ chức sử dụng đất là pháp nhân mới được hình thành do các bên góp vốn bằng quyền sử dụng đất
- Người được sử dụng đất theo bản án hoặc quyết định của Toà án nhân dân, quyết định thi hành án của cơ quan thi hành án hoặc quyết định giải quyết tranh chấp đất đai của cơ quan nhà nước có thẩm quyền đã được thi hành
- Người trúng đấu giá quyền sử dụng đất, đấu thầu dự án có sử dụng đất
- Người sử dụng đất quy định tại các điều 90, 91 và 92 của Luật này
- Người mua nhà ở gắn
- Người được Nhà nước thanh lý, hoá giá nhà ở gắn liền với đất ở

'2. Luật đất đai năm 2013 quy định các trường hợp được cấp Giấy chứng nhận quyền sử dụng đất, quyền sở hữu nhà ở và tài sản khác gắn liền với đất:
Theo điều 99 Luật đất đai năm 2013. Nhà nước cấp Giấy chứng nhận quyền sử dụng đất, quyền sở hữu nhà ở và tài sản khác gắn liền với đất cho những trường hợp sau đây:
"a) Người đang sử dụng đất có đủ điều kiện cấp Giấy chứng nhận quyền sử dụng đất, quyền sở hữu nhà ở và tài sản khác gắn liền với đất theo quy định tại các điều 100, 101 và 102 của Luật đất đai 2013;
b) Người được Nhà nước giao đất, cho thuê đất từ sau ngày Luật này có hiệu lực thi hành;
c) Người được chuyển đổi, nhận chuyển nhượng, được thừa kế, nhận tặng cho quyền sử dụng đất, nhận góp vốn bằng quyền sử dụng đất; người nhận quyền sử dụng đất khi xử lý hợp đồng thế chấp bằng quyền sử dụng đất để thu hồi nợ;
d) Người được sử dụng đất theo kết quả hòa giải thành đối với tranh chấp đất đai; theo bản án hoặc quyết định của Tòa án nhân dân, quyết định thi hành án của cơ quan thi hành án hoặc quyết định giải quyết tranh chấp, khiếu nại, tố cáo về đất đai của cơ quan nhà nước có thẩm quyền đã được thi hành;
đ) Người trúng đấu giá quyền sử dụng đất;
e) Người sử dụng đất trong khu công nghiệp, cụm công nghiệp, khu chế xuất, khu công nghệ cao, khu kinh tế;
g) Người mua nhà ở, tài sản khác gắn liền với đất;
h) Người được Nhà nước thanh lý, hóa giá nhà ở gắn liền với đất ở; người mua nhà ở thuộc sở hữu nhà nước;
i) Người sử dụng đất tách thửa, hợp thửa; nhóm người sử dụng đất hoặc các thành viên hộ gia đình, hai vợ chồng, tổ chức sử dụng đất chia tách, hợp nhất quyền sử dụng đất hiện có;
k) Người sử dụng đất đề nghị cấp đổi hoặc cấp lại Giấy chứng nhận bị mất".
3. Thủ tục cấp Giấy chứng nhận quyền sử dụng đất lần đầu được quy định tại Thông tư 24/2014/TT-BTNMT.

## Các trường hợp không được cấp GCNQSDĐ
Theo Điều 19, Nghị định 43/2014/NĐ-CP quy định chi tiết thi hành một số điều của  Luật Đất đai năm 2013.
1. Tổ chức, cộng đồng dân cư được Nhà nước giao đất để quản lý thuộc các trường hợp quy định tại Điều 8 của Luật Đất đai năm 2013.
2. Người đang quản lý, sử dụng đất nông nghiệp thuộc quỹ đất công ích của xã, phường, thị trấn.
3. Người thuê, thuê lại đất của người sử dụng đất, trừ trường hợp thuê, thuê lại đất của nhà đầu tư xây dựng, kinh doanh kết cấu hạ tầng trong khu công nghiệp, cụm công nghiệp, khu chế xuất, khu công nghệ cao, khu kinh tế.
4. Người nhận khoán đất trong các nông trường, lâm trường, doanh nghiệp nông, lâm nghiệp, ban quản lý rừng phòng hộ, ban quản lý rừng đặc dụng.
5. Người đang sử dụng đất không đủ điều kiện cấp Giấy chứng nhận quyền sử dụng đất, quyền sở hữu nhà ở và tài sản khác gắn liền với đất.
6. Người sử dụng đất có đủ điều kiện cấp Giấy chứng nhận quyền sử dụng đất, quyền sở hữu nhà ở và tài sản khác gắn liền với đất nhưng đã có thông báo hoặc quyết định thu hồi đất của cơ quan nhà nước có  thẩm quyền.
7. Tổ chức, Ủy ban nhân dân cấp xã được Nhà nước giao đất không thu tiền sử dụng đất để sử dụng vào mục đích xây dựng công trình công cộng gồm đường giao thông, công trình dẫn nước, dẫn xăng, dầu, khí; đường dây truyền tải điện, truyền dẫn thông tin; khu vui chơi giải trí ngoài trời; nghĩa trang, nghĩa địa không nhằm mục đích kinh doan
Ngoài ra còn có một số trường hợp cá biệt, tham khảo thêm tại Nghị định 43/2014/NĐ-CP.
Xem thêm:
Gợi ý: Các bước chuyển nhượng quyền sử dụng đất 

## Sử dụng sổ đỏ
- Dùng để đăng ký khi chuyển quyền sử dụng đất;
- Dùng sổ đỏ có thể thế chấp để vay vốn ngân hàng;